# Miniaturistas españolas siglo XIX
Miniaturistas españolas siglo XIX es una recopilación de las artistas españolas que se dedicaron al género miniaturista.

## Historia
Durante el siglo XIX muchas miniaturistas profesionales se formaron en los talleres familiares. Algunas fueron discípulas de sus padres miniaturistas como Francisca Ifigenia Meléndez y Durazzo (1770-1825), Florentina Lucía de Craene y García Rubiato (1833-1910) y Asunción Crespo de Reigón, hija del profesor de miniatura José Crespo y esposa del también miniaturista Francisco Reigón.
Otras colaboraron con sus maridos, como Pilar Ulzurrun esposa de José Ribelles, y María del Carmen Macía casada con Luis Eusebi.
Entre la treintena de académicas de mérito nombradas a lo largo de la primera mitad del siglo XIX seis lo fueron por su pericia en la compleja técnica de la miniatura. La más destacada, Teresa Nicolau Parody (1817-1895), académica de mérito por esta especialidad en las Academia de Bellas Artes de San Fernando Madrid y en la Academia de Bellas Artes de San Carlos en Valencia.
Durante esta época también fue muy apreciado en España el trabajo de miniaturistas francesas. En la corte fernandina también trabajó la miniaturista francesa Aimée Thibault, que en 1819 fue nombrada pintora de cámara. Otra miniaturista solicitada por la aristocracia y la burguesía en España fue Sophie Liénard (1809-1878).

## Retribuciones
En cuanto a las retribuciones que recibieron por su trabajo, sabemos que en 1855 Adriana Rostán recibió 14.000 reales por dos miniaturas tasadas por el pintor de cámara Bernardo López. Ocho años antes se abonaron a Cecilio Corro, miniaturista de cámara, 6000 reales por la realización de tres retratos en miniatura [Cardona Suanzes, Asunción (2009), La miniatura retrato en el Museo Romántico: José Delgado y Meneses y Cecilio Corro (1764-1870), Tesis, Madrid, UCM, pp. 232–233]. Por lo que podemos deducir que algunas de las obras producidas por ellas lograron precios equiparables o superiores a los de sus colegas varones.